# Język staroirlandzki
Język staroirlandzki, język staroiryjski – wymarły język z grupy celtyckiej. Najstarsza forma języków goidelskich, dla której istnieje znaczny korpus tekstowy. Pochodzi z języka prairlandzkiego. Wywodzą się z niego współczesne języki: irlandzki, szkocki i manx. Używany między VI a X wiekiem naszego tysiąclecia, po czym przekształcił się w dialekty średnioirlandzkie.
Po raz pierwszy zaświadczony na marginesach religijnych manuskryptów łacińskich z VI wieku.